# HK Brest
Le HK Brest est un club de hockey sur glace de Brest en Biélorussie.

## Historique
Le club est créé en 2001. Il évolue dans l'Ekstraliga.

## Palmarès
- Aucun trophée.